# 盐城市第三人民医院
盐城市第三人民医院，是中国江苏省的一所医院，为二级甲等医院，位于盐城市剧场路75号。

## 规模
盐城市第三人民医院总床位510张，日门诊量1000人次。